# Béryl Laramé
Béryl Laramé (née le 1er juillet 1973) est une athlète seychelloise, spécialiste du saut en longueur et du triple saut. Elle remporte trois médailles lors des championnats d'Afrique.

## Biographie

### Palmarès
| Date | Compétition            | Lieu    | Résultat | Épreuve          | Marque  |
| ---- | ---------------------- | ------- | -------- | ---------------- | ------- |
| 1993 | Championnats d'Afrique | Durban  | 2e       | Triple saut      | 12,20 m |
| 1996 | Championnats d'Afrique | Yaoundé | 2e       | Saut en longueur | 5,98 m  |
| 2000 | Championnats d'Afrique | Alger   | 3e       | Saut en longueur | 6,18 m  |

### Records
| Épreuve          | Performance | Lieu         | Date         |
| ---------------- | ----------- | ------------ | ------------ |
| Saut en longueur | 6,24 m      | Antananarivo | 17 juin 1995 |
| Triple saut      | 12,62 m     | Victoria     | 27 mai 2000  |